# Armida (personaggio)
Armida (AFI: /arˈmida/) è una maga musulmana, personaggio della Gerusalemme liberata di Torquato Tasso.

## Descrizione
Nipote di Idraote, signore di Damasco, Armida è una giovane donna, dai capelli biondi e ricciuti, di carnagione pallida e dalle labbra rosse, di incantevole bellezza, al punto che l'autore arriva a dichiarare che sia la donna più bella mai vissuta sulla Terra. Nonostante la giovane età, Armida possiede un'intelligenza esperta e un animo vigoroso, ed ha uno straordinario talento per le arti magiche, che supera persino quello dello zio.
Possiede un carro magico in grado di volare, simile a quello di Ismeno.
Manipolatrice astuta e dotata di carattere spigliato, abile nel parlare e nel simulare sentimenti, Armida è tuttavia anche capace di emozioni trascinanti e incontrollate.

## Nella vicenda

### Canto IV
Indotto in tentazione da un diavolo, Idraote, signore di Damasco, chiama presso di sé la nipote Armida, istruendola con un piano per indebolire le forze dei crociati: dovrà presentarsi all'esercito cristiano e, facendo sfoggio di ogni arte femminile, conquistare il cuore di Goffredo, in modo da distrarlo dall'impresa bellica; se ciò non riuscirà, dovrà cercare di trarre seco, per allontanarli dal campo, i più nobili e valorosi cavalieri. Armida parte allora, seguendo strade poco note, mentre tra il popolo sono diffuse ad arte voci contrastanti sul motivo della sua partenza.

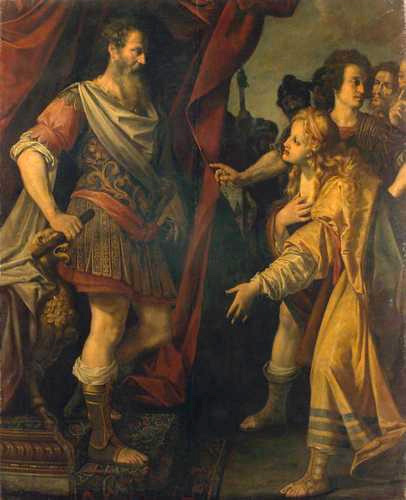
Armida invoca l'aiuto di Goffredo.

Alcuni giorni dopo Armida giunge al campo; qui fa una spettacolare apparizione e procede a raccontare una storia fittizia: ella sarebbe un'erede al trono costretta a un matrimonio da uno zio crudele, ora alla ricerca di aiuto. Se i crociati la aiuteranno a riconquistare il proprio regno, darà loro supporto militare e, a guerra conclusa, sarà loro vassalla nonostante la diversa fede.
Armida fa appello ai doveri cortesi e cavallereschi dei nobili guerrieri, e al contempo usa atteggiamenti velatamente erotici, riuscendo irresistibile ai crociati, che si mostrano impazienti di prestarle aiuto; ma Goffredo intuisce il pericolo e le rifiuta un soccorso immediato. I cavalieri reagiscono risentiti; allora Goffredo, per non inimicarsi troppo la comune volontà, concede che Armida venga accompagnata da un drappello di dieci cavalieri. Ella acconsente, ma continua a fare sfoggio delle sue arti di seduzione con lo scopo di sottrarre al campo ben più dei dieci prodi promessile dal comandante.

### Canto V
Goffredo si trova alle prese con lo spinoso problema di individuare i dieci cavalieri; dapprima cerca di sottrarsene, dandone ad altri la responsabilità (gesto che provoca gravi disordini e l'allontanamento di Rinaldo dal campo); poi, sollecitato da Armida, decide di estrarre a sorte i nomi. Armida parte accompagnata dalla scorta, ma viene raggiunta nottetempo da numerosi altri cavalieri, incapaci di resistere alle sue lusinghe amorose.

### Canto VII
Tancredi, allontanatosi dal campo per inseguire le orme di colei che crede Clorinda (mentre in realtà si tratta di Erminia travestita con l'armatura della guerriera), si perde nella vicina buia selva; dopo lungo vagare, finalmente ne esce e incontra un cavaliere che gli si presenta come un messaggero di Boemondo diretto al campo cristiano. I due giungono ad un castello cinto da una sozza palude nei pressi del Mar morto, nel momento in cui il sole tramonta. Il messaggero (un emissario di Armida camuffato) invita il crociato ad entrare; poco dopo compare un cavaliere armato di tutto punto che minaccia Tancredi di prigionia eterna nel castello di Armida se egli non si convertirà all'islam. Punto nella sua fede, Tancredi aggredisce il guerriero (che riconosce essere Rambaldo di Guascogna). Mentre cala la notte e intorno al castello si accendono lampade fatate, i due combattono sotto gli occhi della non vista Armida. Nel momento in cui Rambaldo sta per essere ucciso, tutte le lampade e le stelle si spengono improvvisamente: nella magica oscurità, Tancredi si muove alla cieca e sente chiudersi una porta dietro di lui: viene così imprigionato nel castello.

### Canto IX

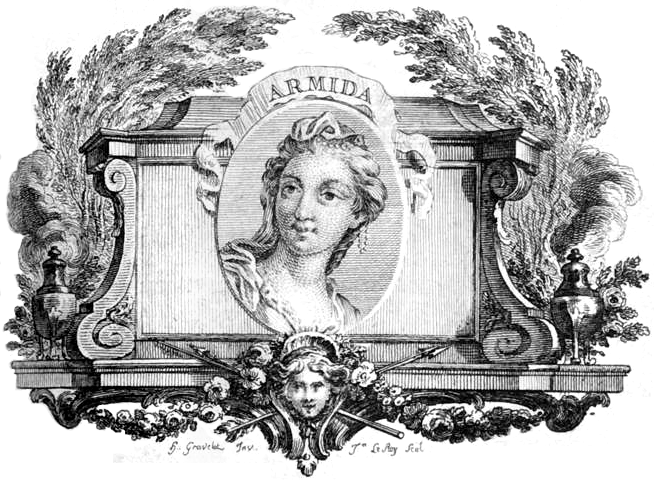
Armida in un'incisione del 1771.

Durante la battaglia, le armate musulmane vengono messe in difficoltà dapprima dalla severa rampogna dell'arcangelo Michele nei confronti delle forze infernali, poi dall'improvviso arrivo di cinquanta cavalieri che spiegano il vessillo dei crociati; come si vedrà, sono gli avventurieri fatti prigionieri da Armida.

### Canto X
Goffredo, riconoscendo i cavalieri, tra cui anche Tancredi, chiede loro di spiegare cosa sia successo. I guerrieri sono titubanti e imbarazzati; infine prende la parola Guglielmo d'Inghilterra, che procede a narrare in una lunga analessi.
Giunti sul Mar morto, vicino ai luoghi ove sorgevano Sodoma e Gomorra, i cavalieri sono introdotti in un castello dall'interno paradisiaco: alberi e prati ameni, un fresco ruscello, uccelli canterini, meravigliose sculture di oro e di marmo. Qui viene loro servito un sontuoso banchetto da cento bellissime ancelle. Armida si allontana brevemente; al suo ritorno brandisce una bacchetta in una mano, mentre legge formule magiche da un libro: l'incantesimo si compie e i crociati sono tramutati in pesci. Dopo averli lasciati per un po' in questa condizione, Armida rende loro il loro aspetto umano e li invita a convertirsi, ma tutti, con l'eccezione di Rambaldo, rifiutano sdegnati. Poco dopo giunge Tancredi, anch'egli imprigionato. Dopo alcuni giorni si presenta un messo d'Idraote, che li prende con sé per portarli in dono al re d'Egitto. La delegazione è però assalita da Rinaldo; i crociati sopraffanno i carcerieri e si vestono delle loro armature, per far poi ritorno a Gerusalemme. Rinaldo li lascia per andare verso Antiochia; vengono quindi smentite le voci che lo vogliono morto.

### Canto XIV

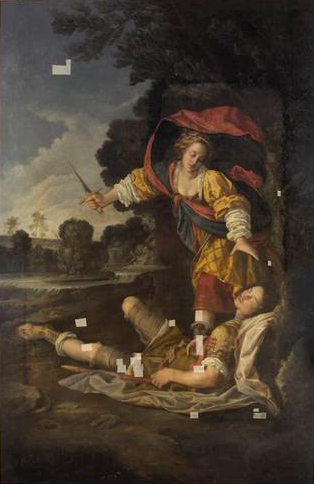
Armida esita prima di uccidere Rinaldo.

Goffredo, cui appare in sogno l'anima di Ugone, ordina che si organizzi una spedizione per ritrovare Rinaldo; questa è composta da Carlo e Ubaldo, i quali, istruiti da Pietro l'eremita, partono per Ascalona per incontrarvi un saggio mago e scienziato che dovrà aiutarli. Il mago svela ai due la vicenda di Rinaldo: dopo aver liberato i cavalieri, è stato fatto prigioniero dalla furiosa Armida, che, condottolo su un'isoletta e fattolo addormentare con arti magiche, vorrebbe vendicarsi; ma la giovanile bellezza di Rinaldo dormiente è tale che ella se ne innamora. Lo imprigiona con incantate catene floreali e lo prende con sé sul suo carro volante; ma non ritorna a Damasco, né al suo castello sul Mar morto, ma si dirige verso le Isole fortunate. Qui, con un grandioso sfoggio di potenti incantesimi, genera neve e nubi perenni sulle pendici di una montagna, nascondendo la cima bellissima e verdeggiante, e ivi erige un palazzo presso un lago.
Carlo e Ubaldo vengono quindi dettagliatamente istruiti sul come superare le difese magiche della montagna e del castello.

### Canto XV
Dopo un lungo e meraviglioso viaggio, Carlo e Ubaldo approdano all'isola di Armida. Qui si trovano dapprima ad affrontare difese orrorose (un enorme serpente dorato, una schiera di mostri deformi); poi tentazioni contrarie, che li invitano a sostare e godere dei piaceri della sensualità; ma i due stanno ben attenti a non farsi ingannare, sapendo quali incantesimi potrebbero attivare cedendo a pericolose lusinghe. Superate le seduzioni di due ninfe, i due crociati entrano finalmente nel palazzo della maga.

### Canto XVI

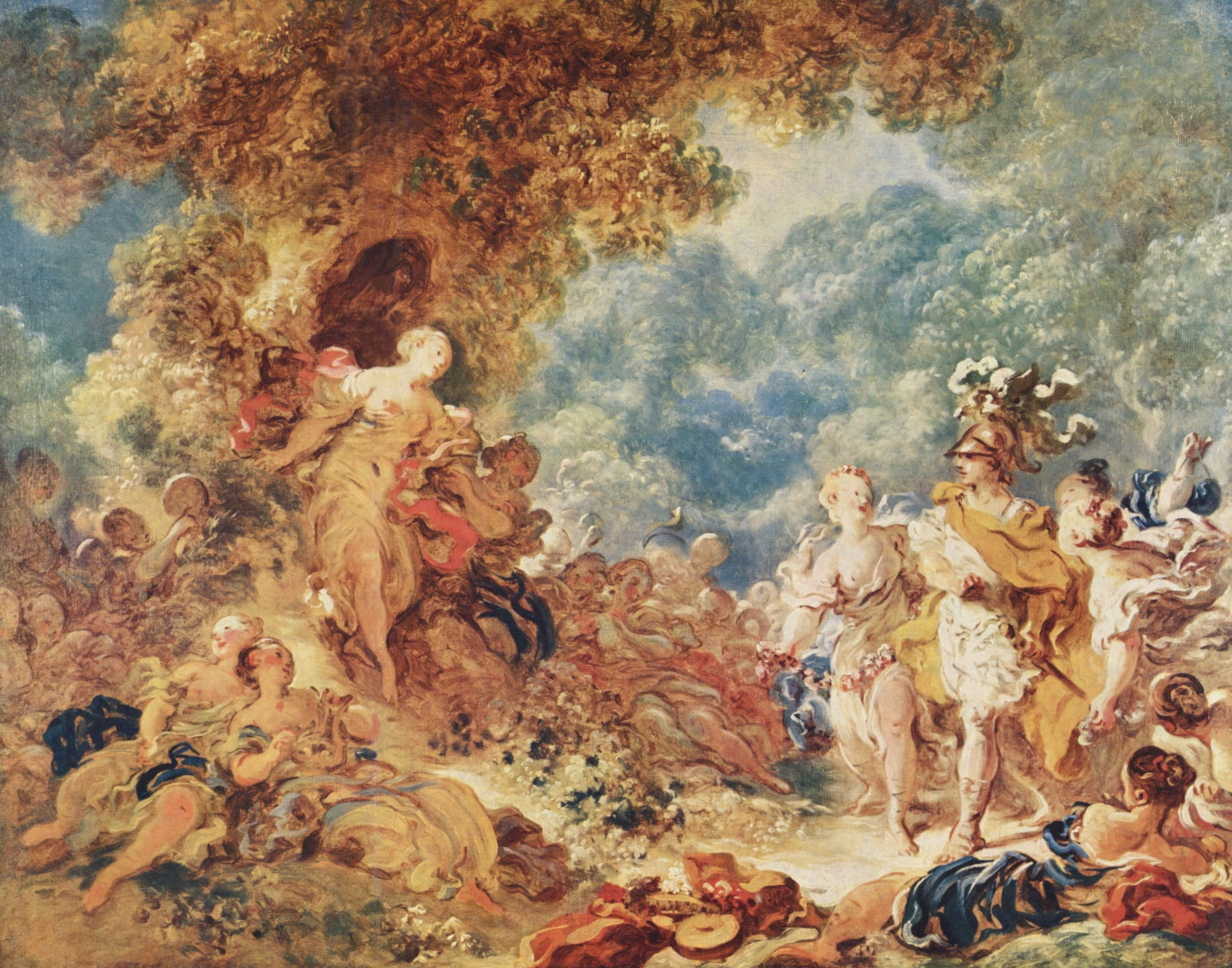
Rinaldo nel giardino di Armida di Jean Honoré Fragonard.

Carlo e Ubaldo oltrepassano la soglia del castello, istoriata con scene di famosi amori tratti dalla classicità, e con la mappa data loro dal mago d'Ascalona superano i labirintici meandri, per entrare finalmente nel giardino di Armida, vero e proprio trionfo dell'artificio, paradiso ingannevole talmente artefatto che è impossibile distinguervi ciò che è naturale da ciò che è finto.
Carlo e Ubaldo individuano Armida e Rinaldo e, non visti, spiano i due che amoreggiano.
Nel momento in cui la maga si allontana, si presentano a Rinaldo «pomposamente armati» e, puntando su un effetto di shock, mostrano al giovane italiano la sua immagine riflessa in uno scudo. Vedendosi discinto e abbandonato a sensuali mollezze, Rinaldo prova vergogna e, rimproverato, vuole partire immediatamente. Armida presagisce il pericolo e si lancia all'inseguimento; ma a nulla valgono le sue preghiere e le sue minacce. Abbandonata, sviene, senza poter nemmeno sentire le addolorate parole che Rinaldo le rivolge.

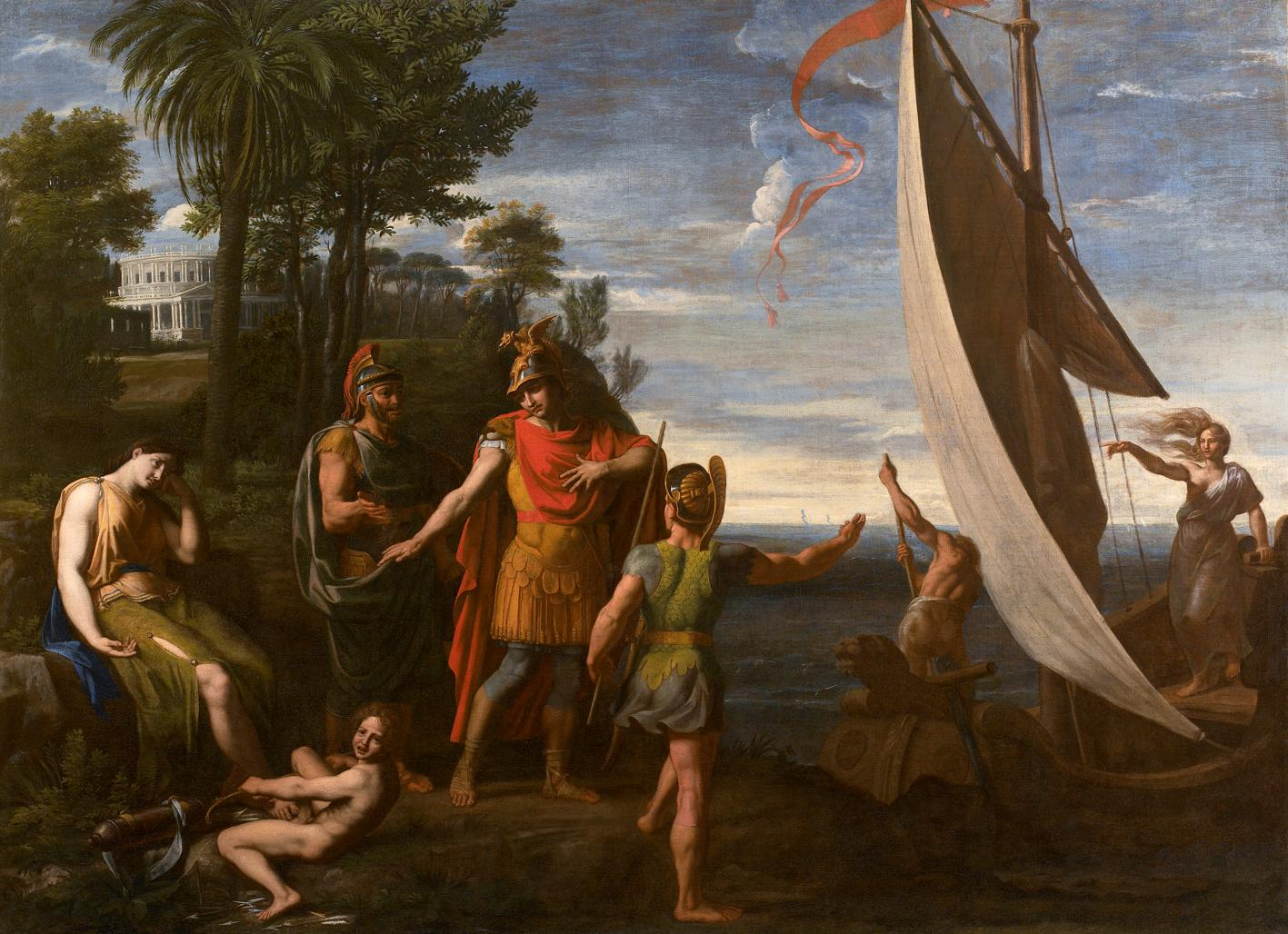
Rinaldo abbandona Armida.

Risvegliatasi, giura vendetta: risale il monte e, evocati trecento angeli caduti con un potentissimo sortilegio, fa scomparire il suo castello. Quindi sale sul suo carro volante alla volta di Gaza, intenzionata ad unirsi alle schiere del re d'Egitto.

### Canto XVII
La rassegna dell'enorme esercito del re d'Egitto è ravvivata dalla figura di Armida che, alla guida di un sontuoso carro trainato da quattro unicorni (probabilmente da intendersi come rinoceronti), sfila quasi quale novella amazzone e si promette in sposa a chi saprà portarle la testa di Rinaldo. Si accende allora un violento diverbio tra i guerrieri Adrasto e Tisaferno, ma Armida li invita a dar prova del loro valore sul campo riuscendo nell'impresa.

### Canto XX
Prende avvio la spettacolare battaglia conclusiva del lungo assedio di Gerusalemme; per la prima volta Armida incontra Rinaldo sul campo di battaglia, e cerca vanamente di colpirlo con le frecce, mentre ormai è chiaro che il suo desiderio di vendetta è solo una maschera del grande amore che la maga ancora nutre per il cavaliere cristiano. Mentre la sorte volge al peggio per i musulmani, Armida, travolta dal vortice dei suoi sentimenti, scende dal carro e fugge su un destriero, inseguita poco dopo da Rinaldo. Ella giunge in un luogo appartato e solitario e depone le armi asciutte, con la ferma intenzione di suicidarsi; ma, mentre porta la lama al petto, viene fermata dal braccio di Rinaldo. Armida sviene. Quando si riprende, inizia un dialogo appassionato tra i due, in cui Armida sgrida Rinaldo ed egli, piangendo, la invita a convertirsi, perché solo cristiana potrebbe ora amarla. L'ira di Armida si scioglie, ed ella, con una citazione evangelica, si abbandona alla volontà di Rinaldo, alludendo probabilmente ad una sua prossima conversione.

## Armida nell'arte
La vicenda di Rinaldo e Armida è stata immortalata da molti artisti; uno di essi fu Giambattista Tiepolo, che incentrò sulla coppia gli affreschi della Stanza della Gerusalemme Liberata nella Villa Valmarana e raffigurò i due personaggi anche in altre opere.
Eduardo De Filippo nella commedia "Il sindaco di Rione Sanità" sceglie il nome Armida per l'interprete della moglie del Sindaco Don Antonio Barracano.

## Nella musica

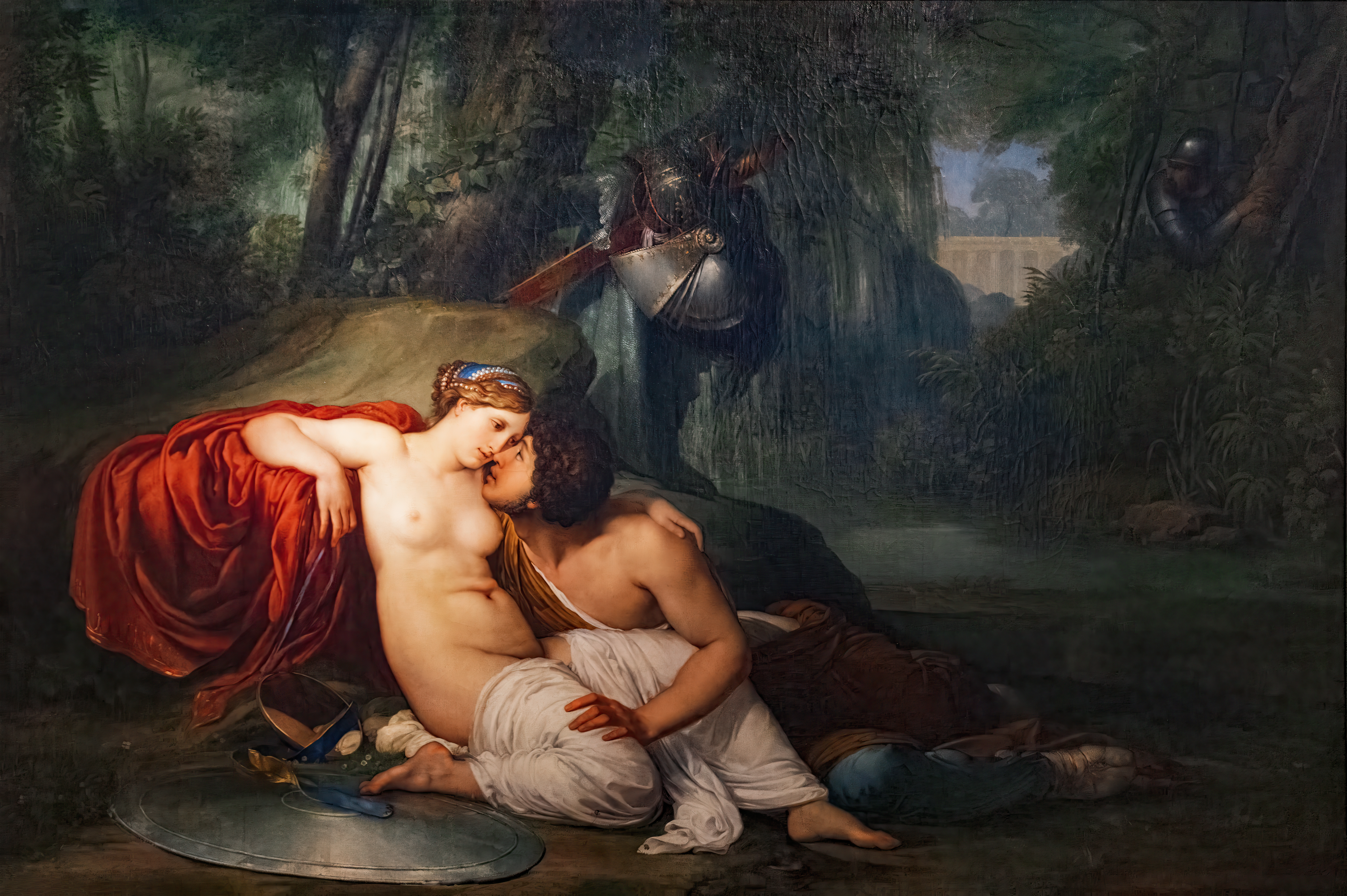
Rinaldo e Armida nel giardino, in un dipinto di Francesco Hayez.

Il personaggio di Armida ha ispirato un grandissimo numero di opere liriche e balletti tra il XVII e i primi anni del XX secolo. Tra questi si ricordano:
- Armida di Claudio Monteverdi (1627) da lettere (opera perduta)
- Armide di Jean-Baptiste Lully (1686)
- Rinaldo di Georg Friedrich Händel (1711)
- Armida al campo d'Egitto di Antonio Vivaldi (1718)
- Armida di Tommaso Traetta (1761)
- Armida abbandonata di Niccolò Jommelli (1770)
- Armida di Antonio Salieri (1771)
- Armida di Antonio Sacchini (1772)
- Armida di Johann Gottlieb Naumann (1773)
- Armide di Christoph Willibald Gluck (1777)
- Renaud di Antonio Sacchini (1783)
- Armida di Franz Joseph Haydn (1784)
- Armida di Gioachino Rossini (1817)
- Armida di Antonín Dvořák (1904)

## Omaggi
- Ad Armida è intitolato l'asteroide 514 Armida[6].